# Pérez (Argentina)
Pérez es una ciudad argentina ubicada en el departamento Rosario de la provincia de Santa Fe. Se encuentra ubicada 12 km al oeste del microcentro de la ciudad de Rosario. A 175 km de la ciudad capital provincial Santa Fe.
Toma como fecha fundacional el día 10 de julio, fecha que en el año 1886, Eduardo Pérez y María Pérez, escrituran las tierras a Carlos Casado del Alisal, para la construcción del Ferrocarril Oeste Santafesino.
Se convierte en una comuna el 20 de noviembre de 1905, y en municipio el 4 de noviembre de 1971. Su proximidad a la ciudad de Rosario la posiciona como parte integrante del área metropolitana del Gran Rosario, sin que ello derive en una pérdida de identidad. Por el contrario la ciudad conserva las características propias distintivas desde su fundación. Primeramente, la ubicación geográfica de Pérez es estratégica dentro del eje económico del Mercosur.

## Principales actividades económicas
- Los agentes productivos perteneciente a la ciudad de Pérez, pueden agruparse por su magnitud e incidencia económica territorial, en dos sectores muy representativos:

### Sector metalúrgico
- Empresa Gerdau Argentina

Parque Industrial Metropolitano
Producto de la visión, la necesidad y sobre todo de la acción de un grupo de empresarios de nuestra región, del Gobierno de la Provincia de Santa Fe y del Municipio de Pérez, surge el Parque Industrial Metropolitano, localizado en la ciudad de Pérez, Gran Rosario.
Es, sin lugar a dudas, lo que todo el empresariado Rosarino y de la región estaban esperando.
Con la infraestructura más moderna en cuanto a Polígonos Industriales del mundo, más que un Parque Industrial brinda los servicios de un Barrio Cerrado. Por su urbanización, sus espacios verdes, su área de servicios y su seguridad.

### Sector agrícola
- Concentrado en el cultivo de flores. En la trama productiva local también se encuentran pequeñas empresas cuya producción abastece al mercado regional y nacional. Se menciona, en la mayoría de los casos, el muy buen momento económico por el que se está atravesando, con perspectivas de crecimiento positivas, y consecuentemente la incorporación de personal en muchas de esas empresas.

- De las entrevistas realizadas con los empresarios encuentran escasa o nula capacitación en la mano de obra, ya sea técnica en general o en oficios específicos y con experiencia laboral: operarios y técnicos industriales, oficiales metalúrgicos, torneros, soldadores, matriceros, oficiales muebleros, cortadores de tela. El rol que ocupa la Escuela Técnica de nuestra localidad es centrar en dicha estrategia, por lo que su modernización es indispensable tanto para los futuros egresados que ya están siendo demandados por el mercado laboral local, como también para el dictado de cursos de capacitación y recalificación en todo el territorio. Se espera elevar la calidad de mano de obra exigida por el actual dinamismo del sector y por ello modernizar y equipar a dicha escuela para mejorar las oportunidades laborales que se están presentando de manera corriente.

- Floricultura: dinamizar el sector a través de la capacitación del trabajador rural; la modernización tecnológica que permita un incremento en la producción a partir de la diversificación de cultivos con equipos de bajo impacto ambiental; y el estudio del entramado productivo a través de la cadena de valor del producto, lo que redundará en un óptima comercialización.

- Capacitación para mujeres y jóvenes: se busca la inserción laboral inmediata de una porción del mencionado sector poblacional, y también su capacitación para el desenvolvimiento en nuevos proyectos productivos. El rubro gastronómico viene en crecimiento acelerado, principalmente durante el presente año.

- En concordancia a todo lo referido anteriormente, conviene señalar las necesidades de pequeños talleres PYMES, de la localidad, que abarcan desde herrajes, carpinterías metálicas, fábricas de cocinas y productos relacionados con elementos de gastronomía, fábricas de sillas etc. Las variables económicas, descubren las necesidades y falencias arrastradas desde hace mucho tiempo. Este nuevo escenario es propicio para el crecimiento de muchas pequeñas y medianas empresas, pero el cuello de botella se centra en la falta de recursos humanos, la capacitación y modernización tecnológica, quebrantando así el crecimiento económico de las mismas.

## Geografía
Pérez se encuentra en el departamento Rosario. La separa de la ciudad de Rosario un límite político, habiéndose convertido en el transcurso de los últimos años en una conurbación de aquella. Tiene 67 km²

### Clima
Su clima es húmedo y templado en la mayor parte del año. Se lo clasifica como clima templado pampeano, es decir que las cuatro estaciones están medianamente definidas. Es propicio para las actividades agropecuarias; la temperatura es en general benigna, pues su media oscilan los 15 °C. Las lluvias se dan a lo largo de todo el año, menos en la época invernal, con algunas heladas. También influencian en la zona los vientos Sudestada, húmedo; Norte, cálido; Pampero, frío y seco, propios de la pampa húmeda.
Hay una temporada calurosa desde octubre a abril (de 18 °C a 36 °C) y una fría entre principios de junio  y la primera mitad de agosto (con mínimas en promedio de 5 °C y máximas promedio de 16 °C), oscilando las temperaturas promedio anuales entre los 10 °C (mínima), y los 23 °C (máxima). Llueve más en verano que en invierno, con un volumen de precipitaciones total de entre 800 y 1300 mm al año (según el hemiciclo climático: húmedo "1870 a 1920" y "1973 a 2020"; seco "1920" a 1973").
Apenas existen (de baja frecuencia) fenómenos climáticos extremos en Pérez: vientos extremos, nieve, hidrometeoros severos. La nieve es un fenómeno excepcional; la última nevada fue en 2007, la penúltima en 1973; y la antepenúltima en 1918. El 9 de julio de 2007, nevó en la localidad. 
Un riesgo factible son los tornados y tormentas severas, con un pico de frecuencia entre octubre y abril. Estos fenómenos se generan por los encuentros de una masa húmeda y cálida del norte del país y una fría y seca del sector sur argentino.
Humedad relativa promedio anual: 76 %

### Sismicidad
El último terremoto fue a las 3.20 UTC-3 del 5 de junio de 1888 (ver Terremoto del Río de la Plata en 1888). La región responde a las subfallas «del río Paraná», y «del río de la Plata», y a la falla de «Punta del Este», con sismicidad baja; y su última expresión se produjo hace 136 años, con una magnitud aproximadamente de 4,5 en la escala de Richter

## Creación de la Comuna y del Municipio
- Comuna: 20 de noviembre de 1905.
- Municipio: 27 de noviembre de 1971.

## Estructura Urbana

### Parajes
[cita requerida]
- Villa América
- Parque Güemes
- El Terraplén
- Cabín 9
- Centro
- Los Olivos
- El Fachinal
- Barrio Evita
- Barrio Mitre
- Barrio Las Flores
- Los Lapachos

### Barrios y loteos
[cita requerida]
- Barrio Centro
- Barrio Talleres Nuevos
- Barrio Mitre
- Barrio Jardín
- Barrio Esso
- Barrio Norte
- Barrio Talleres Viejo
- Cabín 9
- Ejército de Salvación
- Barrio Guardia Nacional
- Barrio Evita
- Barrio Los Robles
- Barrio Los Lapachos
- Barrio Parque Güemes
- Barrio Villa Del Parque
- Barrio Las Ochenta Casas
- Barrio 56 Viviendas

## Educación

### Escuelas de Educación Primaria
- N.º 856 Dr. José Roque Pérez
- N.º 129 Cmte. Zapiola
- N.º 6398 Ing. Mosconi http://www.esc-generalmosconi.com.ar/
- N.º 1300 Juan D. Perón
- N.º 1209 Pcia. de Chaco
- Escuela Nuestra Señora de Luján
- Escuela Nuestra Señora de Fátima

### Escuelas de Educación Media
- N.º 225 ESSO "Gral. San Martín"
- N.º 459 EETP "Insp. Modesto Ceratto"
- N.º 1198 "Nuestra Señora de Fátima"
- N.º 3038 "Nuestra Señora de Luján"
- N.º 1087 EEMPA Rosa Guarú

### Escuelas de Educación Especial
- N.º 2072

## Deportes

### Clubes- Entidades
- Club Social y Deportivo Nueva Unión
- Club Bartolomé Mitre
- Club Social Barrio Talleres
- Atlético Bochin Club
- Club San Sebastián
- Club Utedyc
- Rotary Club
- Sociedad Italiana Hispano Arg de Socorros Mutuos
- Coopeser
- Asociación Bomberos Voluntarios
- APEMPE
- Banda y Escuela de Música Ciudad de Pérez
- Ejército de Salvación
- ATSA Camping del Sindicato de la Sanidad

- Club Infantil y Juvenil Las Palmeras
- Club Estudiantes de Cabin 9

## Medios de comunicación
- Pérez online
- Radio FM LA 20 - 89.3 MHz www.radiola20.com.ar
- Radio Uno Pérez (circuito cerrado)
- Radio FM "La sindical" - 101.9 MHz
- Revista Notiventas
- Revista Mi Ciudad|divcolend}}
- Periódico Comunicación Pérez
- www.portalperez.com
- Pérez Informa

La Guía de Pérez
- Clasificados de la Plaza
- Vía Pérez https://viaperez.com.ar/

## Talleres Pérez delFerrocarril Central Argentino
"Talleres Pérez" corresponde al nombre con el que se lo conoció después de la nacionalización, en marzo de 1948. Anteriormente, para la empresa británica que construyó allí el más importante de los talleres de reparación de vagones de pasajeros y locomotoras de su empresa (Ferro Carril Central Argentino), se trataba de Gorton Locomotive Works.
Estos talleres comenzados a construir en 1912, se encuentran ubicados a 20 km de Rosario, en la localidad de Pérez. Para este taller, el Central Argentino adquirió 130 ha de terreno, de las cuales sólo utilizó 28 para la construcción. Este taller era modelo en su especie: contaba con fundición, forja, calderería, soldaduría, herrería, montaje, pintura, y además una subestación de potencia, casa de bombeo, oficinas, y salón comedor para sus empleados. Los talleres Gorton Works fueron denominados así por Sir Joseph White Tood, entonces presidente del directorio en Londres, en una visita a la Argentina en 1913 y hacen mención a la localidad de Gorton en las afueras de Mánchester. Esa localidad tuvo un auge importante con la Revolución Industrial y la llegada del vapor a la ingeniería. El nacimiento del ferrocarril tuvo especial importancia para el distrito, al punto que se lo llegó a conocer como "Gorton Tank" debido a que una de las empresas fabricantes de locomotoras creaba allí una de las mayores calderas para locomotoras: se trataba de la Sheffield and Ashton Railway, en 1845. Los trabajos en Gorton Works fueron completados en 1917, y por entonces eran los más grandes del país. El Sr Percy Deakin fue el primer jefe de los nuevos talleres de locomotoras Gorton en Pérez.
El Pte. del FF.CC. Club del Central Argentino, trazó una síntesis del proceso de puesta en marcha en 2003 de la Locomotora de Vapor Nº 191 “La Emperatriz”, perteneciente al Ferrocarril Central Argentino, en Pérez, después de más de 3500 h/ hombre de trabajo voluntario.[cita requerida]

## Ciudad de la Flor
El territorio de Pérez tiene significativa potencialidad en su perfil productivo floricultor. Abastece al mercado regional, nacional, e internacional.
La ciudad de Pérez fue declarada Capital Provincial de la Flor en 1969.
Cada dos años se desarrolla la Fiesta Provincial de Flor que se realiza en el nuevo predio ferial Manuel Belgrano de esta ciudad. La exposición ofrece, más de 15.000 flores dispuestas en arreglos muy bellos y originales, hechos por especialistas. Numeroso público visita la muestra en el flamante predio habilitado junto a las vías, la calle 9 de Julio y la Ruta 33, donde se instalara diversos stands de artesanos de todo el país así como espacios de diversas empresas. 
Entre las actividades previstas se destacan el Encuentro y Muestra de Paisajistas de los viveros locales y la exhibición de comercios, industrias y prestadores de servicios de la región. Otro atractivo es el Salón del Humor, coordinado por el dibujante y artista plástico Héctor Beas, con la participación de figuras nacionales del humor gráfico que trabaja a la vista del público. En materia de espectáculos, los organizadores convocan siempre a artistas nacionales de primer nivel los tres días de festejos y finalizando la fiesta con fuegos artificiales.
La historia recuerda como pionera de la floricultura, de Pérez, en 1913, a doña Agustina Coria, quien cultivaba variadas especies que luego vendía. 
En 1969 se realiza la 1.ª Fiesta Provincial de la Flor y tras la segunda edición, en 1970, el festejo se interrumpió, siendo retomado en el 2004 con una notable concurrencia que desde entonces aumenta en cada edición.
Más de 100.000 personas se dan cita año a año a esta importante muestra que se desarrolla en el Gran Rosario, Provincia de Santa Fe.